# Trygodiphesis
Trygodiphesis (altgriechisch τρυγοδίφησις, von τρύξ ‚Weinhefe‘, und διφάω ‚durchsuchen‘) ist ein antikes Geschicklichkeitsspiel.
Bei der Trygodiphesis mussten die Spielenden einen kleinen Gegenstand mit dem Mund aus einer Schüssel voller Weinhefe hervorholen. Dabei waren ihnen die Hände hinter dem Rücken zusammengebunden. Die mit Hefe verschmierten Gesichter machten den Unterhaltungswert aus.
Über das Spiel berichtet der griechisch-ägyptische Schriftsteller Iulius Pollux, der gegen Ende des 2. Jahrhunderts n. Chr. in Athen lebte.
Eine moderne Variante ist das Mehlschneiden.

## Antike Quellen
- Iulius Pollux: Onomastikon 9, 122, 124 (Digitalisat)